# Ácido succínico
O ácido succínico ou succinato é um ácido dicarboxílico, saturado, de cadeia normal, que apresenta fórmula molecular  C4H6O4, fórmula estrutural HOOC - CH2 - CH2 - COOH, massa molecular de 118 u, ponto de fusão 189 °C.

## Propriedades físicas
Em temperatura ambiente, o ácido succínico puro é um sólido que forma cristais incolores e inodoros. É um ácido diprótico.

## Obtenção
É formado durante a fermentação alcoólica, através da fase oxidativa do ciclo de Krebs:
Piruvato  →  Acetil-CoA
Oxalacetato + Acetil-CoA → Citrato
Acetil-CoA →  Citrato → Isocitrato + NADH → Alfa-cetoglutarato + NADH → Succinil-CoA → Succinato
O succinato (ácido succínico) poderia ser transformado em fumarato e dar continuidade no ciclo de Krebs, porém numa situação de fermentação (geralmente por leveduras) os genes ativadores da mitocondria estão reprimidos pela alta concentração de substrato (carboidratos), assim não havendo atividade mitocondrial e acumulando ácido succínico.

## Segurança
O ácido é inflamável e corrosivo, capaz de causar queimaduras na pele, olhos e mucosas. É perigoso por inalação, ingestão e absorção através da pele. Deve-se lavar com abundância de água as áreas afetadas e após o manuseio. Contato com os olhos podem ocasionar sérios danos.
Na forma nutracêutica como um aditivo alimentar e suplemento dietético, é seguro e aprovado pelo FDA.